# خوبر (الضالع)
خوبر هي إحدى قرى الجمهورية اليمنية. تتبع جغرافيا لمحافظة الضالع و إداريًا لمديرية الحصين. يبلغ تعداد سكانها 2098 نسمة حسب الإحصاء الذي أجري عام 2004.